# Bul déconné !
Pour plus de détails, voir Fiche technique et Distribution.
Bul déconné ! est un film sénégalais réalisé par Massaër Dieng et Marc Picavez, sorti en 2005.
Le film a pour sujet le désarroi et la rébellion de la jeunesse sénégalaise.

## Synopsis
Lors de sa présentation au concours de l’Ecole Supérieure de l’Administration, Sogui se heurte avec fracas aux visions du  monde de ses examinateurs. Fortement affecté, il ressort combatif et fougueux de cette expérience particulière et franchit ainsi la frontière perméable de l’illégalité, où il rejoint son ami Max et le milieu de la pègre. Mais il retrouve également Samba, son ami d’enfance qui mène la vie simple et fragile d’un vendeur ambulant...

## Fiche technique
- Titre : Bul Déconné !
- Réalisateur : Massaër Dieng et Marc Picavez
- Scénario : Massaër Dieng et Marc Picavez
- Production : Makiz'art et Pygargue Productions
- Musiques originales : Bélikomi
- Image : Eloi Brignaudy
- Son : Jérémie Halbert
- Montage : Eloi Brignaudy
- Langue : français
- Format : vidéo
- Genre : Comédie dramatique
- Durée :  75 minutes
- Dates de sortie : 2005